# Homenaje al espíritu de los fundadores de la Universidad de Concepción
Homenaje al espíritu de los fundadores de la Universidad de Concepción es el nombre que recibe una escultura de bronce de 7 metros de altura y 13 toneladas, esculpida por el escultor chileno Samuel Román Rojas durante 1965 e inaugurada oficialmente en la Universidad de Concepción el 7 de enero de 1966. La obra está ubicada en el foro de la Ciudad Universitaria de Concepción, en Concepción, Chile, y es un homenaje a los fundadores de esta casa de estudios, cuya meta fue crear la primera universidad laica del país, libre de discriminaciones por credos religiosos e ideologías políticas.

## Historia

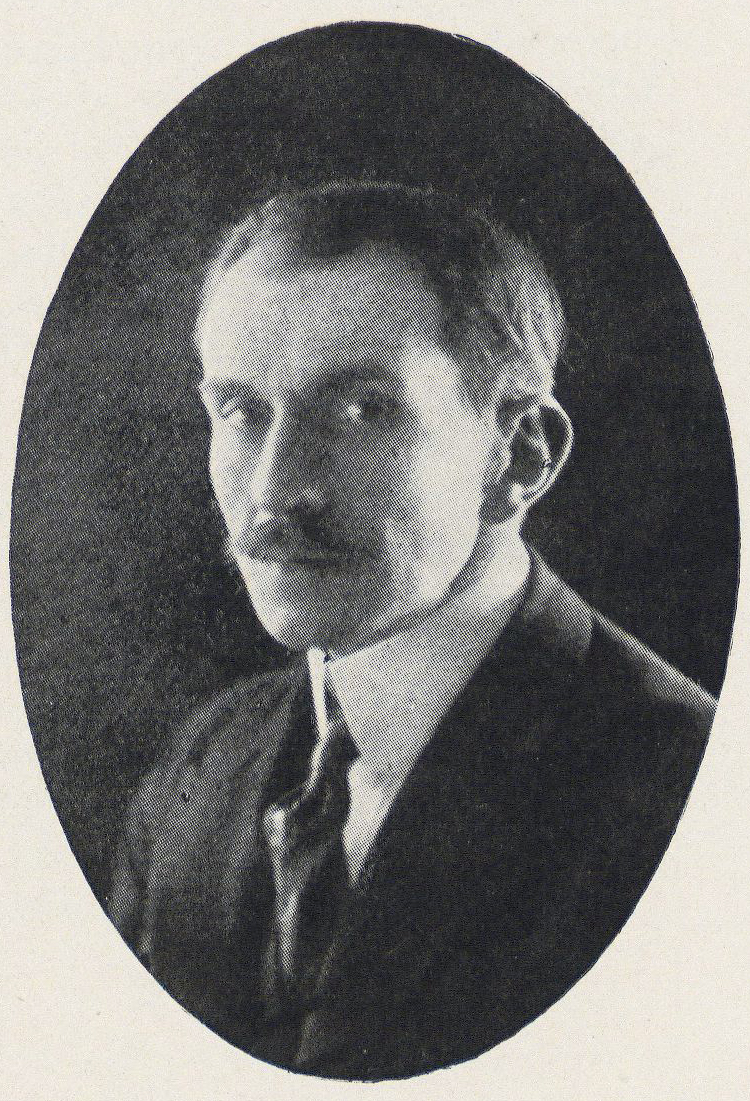
Enrique Molina Garmendia, cofundador y primer rector de la Universidad de Concepción, quien es homenajeado por la escultura.

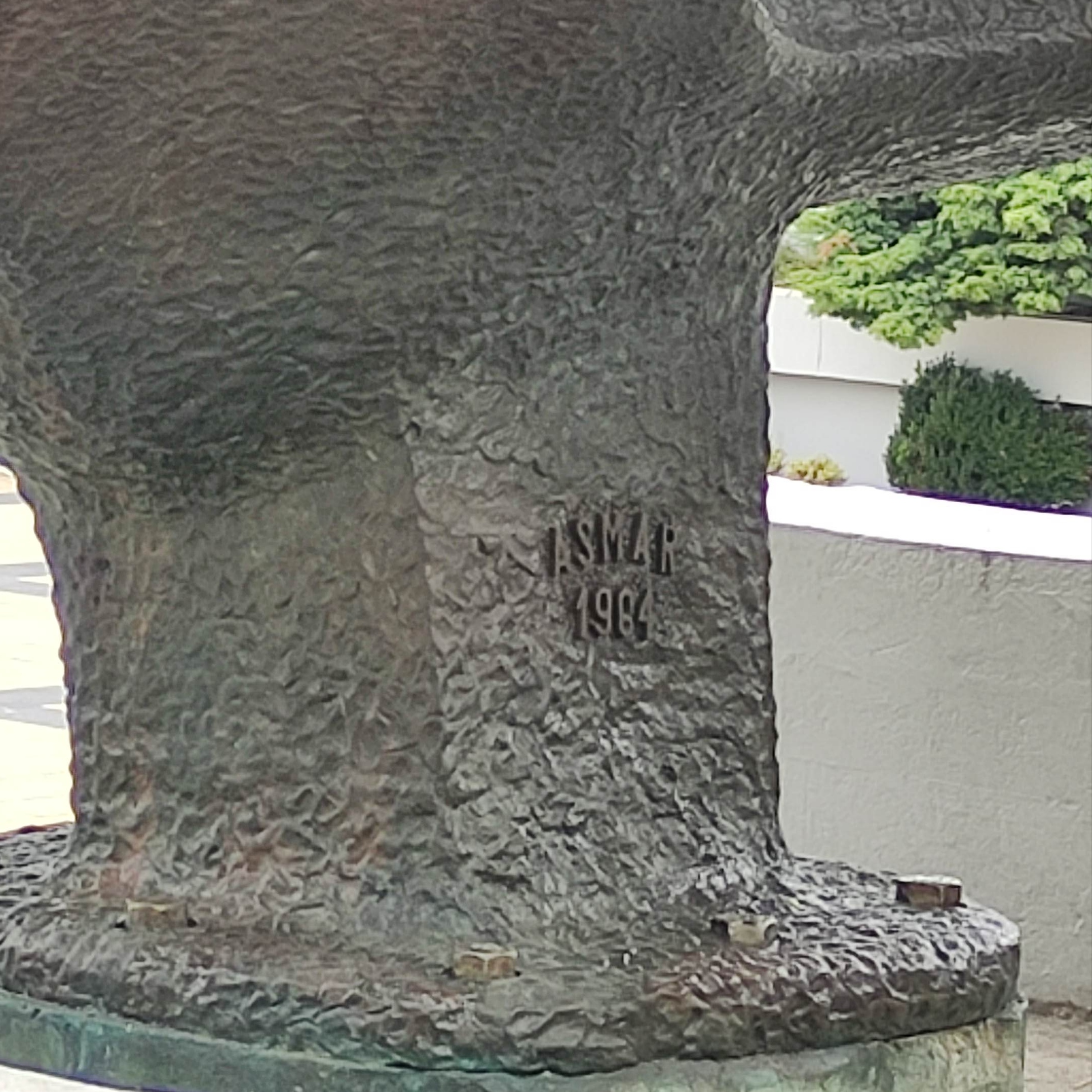
Detalle en la base posterior de la escultura, donde se lee «ASMAR 1964».

A mediados de 1956 y bajo la recién asumida rectoría de David Stitchkin Branover en sucesión del fundador de la Universidad de Concepción, Enrique Molina Garmendia, el directorio de la Universidad llamó a un concurso escultórico para la elaboración de un monumento en honor al exrector, así como a los demás fundadores de dicha casa de estudios. Dicho concurso quedó desierto por la falta de propuestas atractivas, y por los altos costos de estas.
En 1957 se hizo otro llamado a concurso, donde se propuso incluso la reutilización de un busto real ya existente de Enrique Molina con el fin de abaratar los costos. Sin embargo, el Directorio consideró que dicha propuesta implicaba una escultura de dimensiones muy pequeñas, y que era demasiado figurativo y personalizado. Entre tanto, el arquitecto Emilio Duhart propuso que el eventual monumento tuviese una posición privilegiada en el foro de la Universidad que él mismo estaba diseñando. Así, el segundo concurso volvió a quedar desierto, y en noviembre de 1957, se designó el proyecto directamente al destacado escultor chileno Samuel Román Rojas, con un plazo de un año para desarrollar la propuesta.
El diseño del monumento se llevó a cabo durante el rectorado de David Stitchkin Branover, fue instalado finalmente en una de las esquinas del foro a fines de 1965 e inaugurado oficialmente el 7 de enero de 1966, durante el período del rector Ignacio González Ginouvés.
En noviembre de 2021 se inició su primer proceso de limpieza y mantenimiento, de tres meses de duración. Pese a su buen estado de conservación, a 55 años de su instalación la obra presentaba algunas alteraciones y deterioro asociados al material, a los elementos ambientales y al tiempo de exposición exterior bajo el clima costero y lluvioso de Concepción.

## La obra

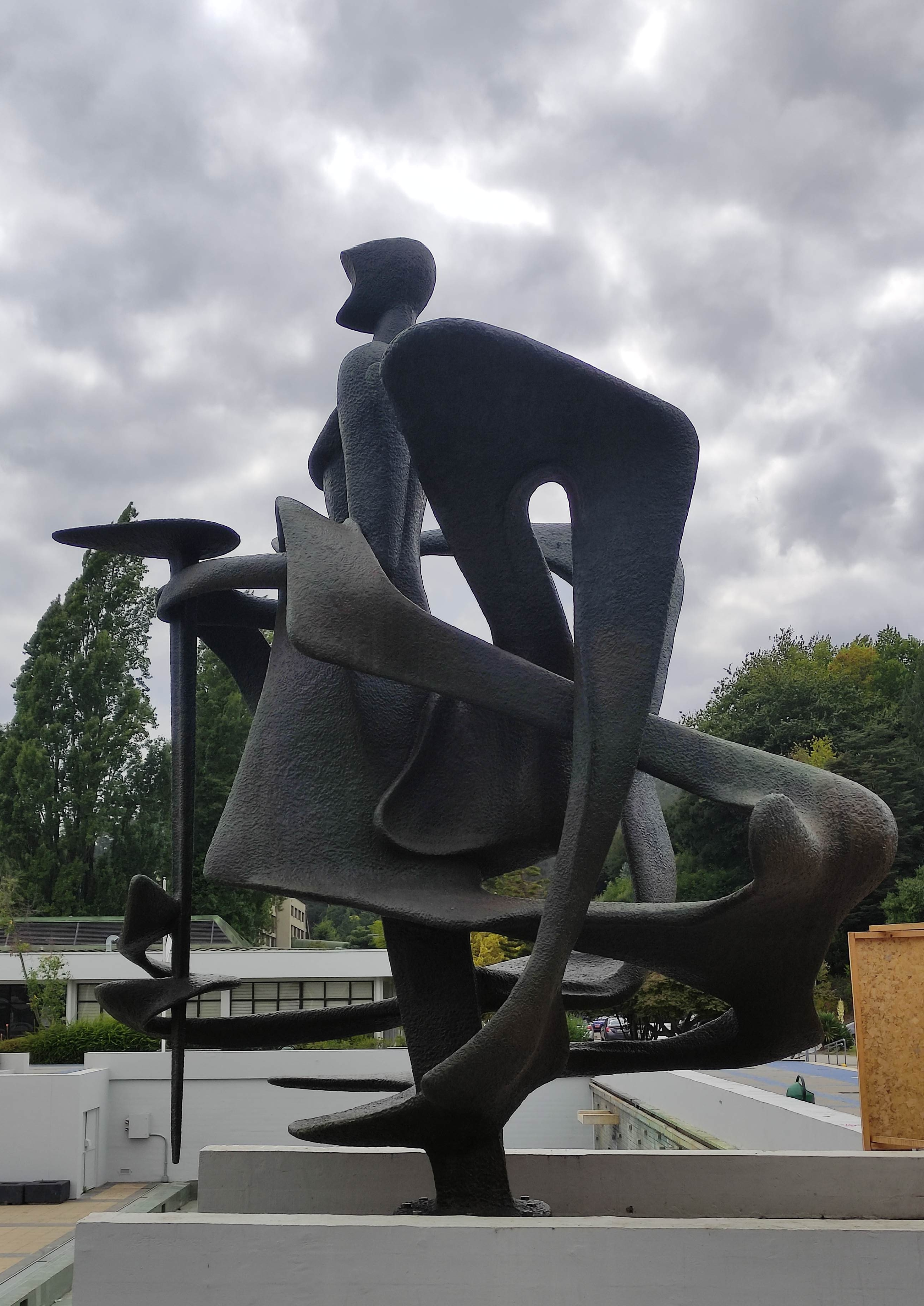
Lateral de la escultura, durante su mantención de 2021.

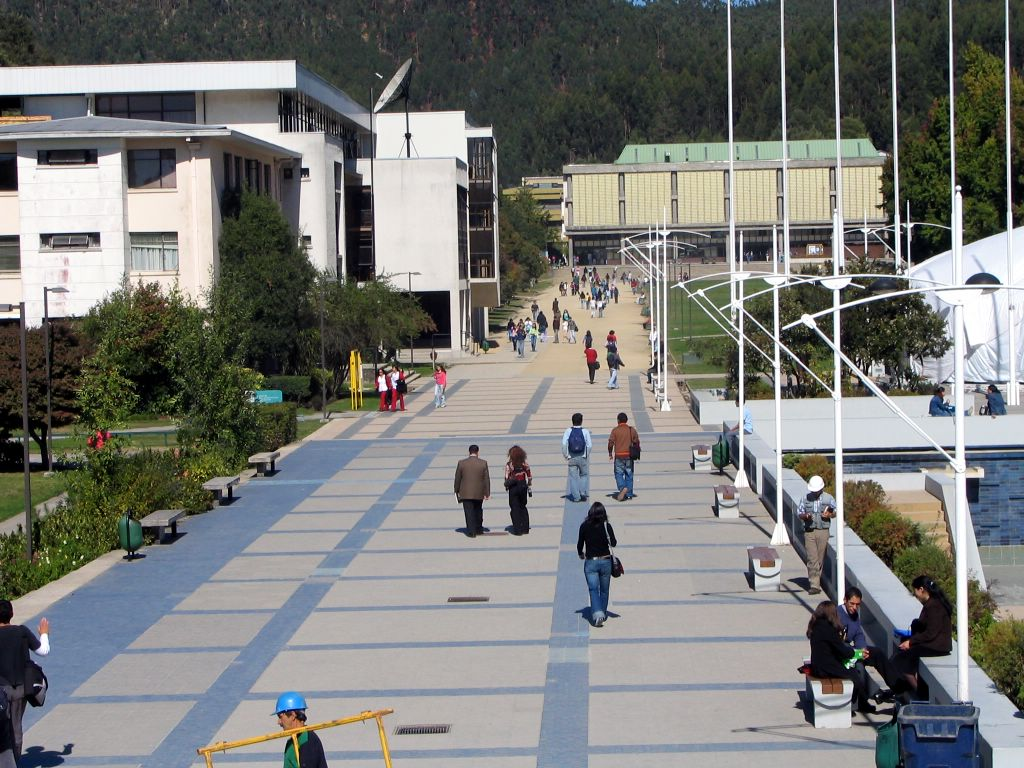
Costado izquierdo del foro de la Universidad de Concepción, en el campus de Concepción. Se aprecian los mástiles y la Biblioteca al fondo. En la esquina opuesta se ubica la escultura.

La escultura está hecha de bronce, posee 7 metros de altura y pesa 13 toneladas. En sus formas se destacan dos elementos principales: una figura central, de tipo humanoide, y un juego de bandas que la envuelven.
El cuerpo corresponde a la fisonomía de un hombre erguido de contextura atlética, que sostiene en sus manos una larga espada que llega hasta el suelo, y cuya empuñadura, a la altura de su pecho, asemeja una antorcha que simboliza la llama del saber. Este cuerpo representa el de Enrique Molina, carente de rostro para homenajear al mismo tiempo tanto a quienes lo secundarían en esta tarea, así como a los demás fundadores.
Por otro lado, los pliegues abiertos y traslúcidos en forma de espiral que rodean a la figura asemejan al mismo tiempo una capa al viento, una armadura y el aura del individuo, cuya finalidad simbólica es representar el permanente trabajo de la universidad, y cuya finalidad estética es imprimir en la obra completa una sensación de elevación y liviandad. Los conocidos críticos de arte Enrique Melcherts y Antonio R. Romera se refieren a esta verticalidad de la obra escribiendo cada uno lo siguiente:

«En su conjunto, en efecto, el monumento ofrece la visión de una llamarada lanzada a la altura».
Enrique Melcherts

«El escultor acentúa la verticalidad violenta de la figura que se intensifica más aún por el tratamiento puro de volúmenes y por su tendencia al adelgazamiento formal que tiene algo de gótico. El hieratismo no oculta un movimiento íntimo de ascensión y crecimiento del espíritu. Esa figura adelanta en sus manos (...) una antorcha y la línea vertical de este símbolo se adhiere estilísticamente a la forma central».
Antonio R. Romera

En 1984 se publicó el siguiente texto en la revista CAMPUS de la misma casa de estudios:

«El monumento a los fundadores es una escultura de modernas y aerodinámicas líneas, en la que su autor logró conjugar la espiritualidad del primer rector, Enrique Molina Garmendia, con las de quienes colaboraron valiosamente en la creación de esta casa de estudios superiores, a partir de 1917, espiritualidad que caracteriza a este plantel de educación, centrada en toda la obra».
CAMPUS, 1984

La escultura fue fundida en Astilleros y Maestranzas de la Armada de Chile en la ciudad de Talcahuano.
Desde su elaboración, la obra fue pensada para ser instalada en el foro de la Universidad de Concepción, como contrapeso perceptual con respecto al Campanil. Tanto la escultura como los mástiles de fondo, dan una contención al espacio abierto entre el foro y la Biblioteca de la Universidad de Concepción, generando un marco visual equilibrado. Dentro del foro, la escultura se ubica específicamente en la Plaza Hundida del Foro, junto al espejo de agua y el mural de cerámicos, este último diseñado por Roberto Goycoolea, creador a su vez de la Biblioteca y Premio Nacional de Arquitectura en 1995.

## Símbolo universitario y penquista

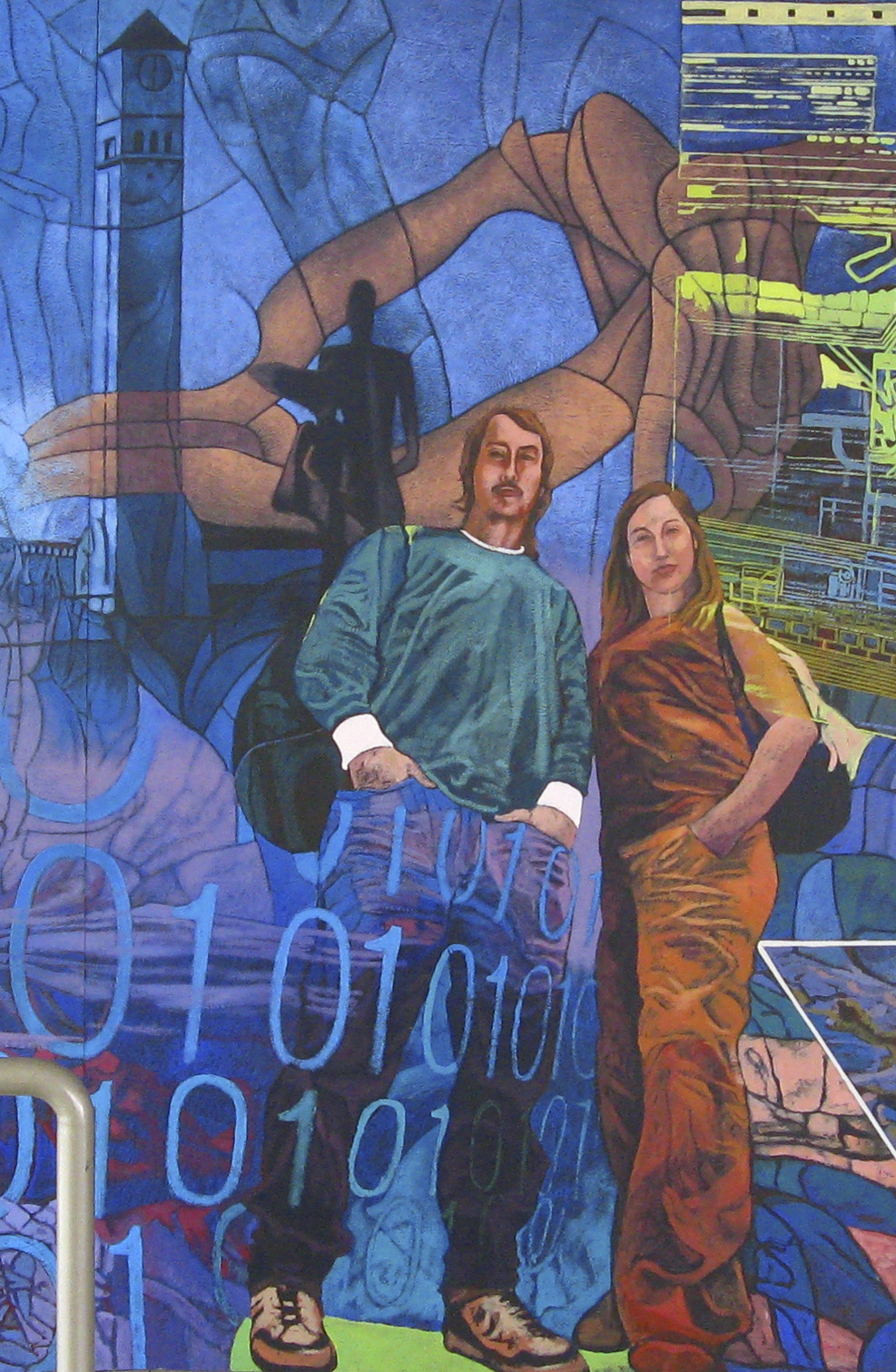
Detalle del mural Educación: pasado, presente y futuro, donde se aprecian la escultura y el Campanil.

Al igual que el Campanil o el mural Presencia de América Latina ubicado en la Casa del Arte, el monumento Homenaje al espíritu... constituye un verdadero emblema de la Universidad de Concepción y de la ciudad, siendo utilizado como imagen en una amplia gama de productos, tales como vestuario, vajilla, estampillas, entre otros.
Esta escultura es vista por miles de personas cada año, desde los mismos alumnos y funcionarios de la Universidad, que ascienden a más de veinte mil, pasando por los más de 50 mil exalumnos que suelen seguir manteniendo contacto con la casa de estudios, hasta las innumerables visitas que recibe el campus por parte de turistas y penquistas que pasean por los alrededores en busca de recreación y descanso.
Desde diciembre de 2009, aparece representada junto al Campanil en el mural Educación: pasado, presente y futuro del artista Marco Hernández, ubicado en la Secretaría General Ministerial de Educación de Concepción.